# Associazione Calcio Legnano 1939-1940
Questa pagina raccoglie le informazioni riguardanti l'Associazione Calcio Legnano nelle competizioni ufficiali della stagione 1939-1940.

## Stagione
Con l'obiettivo di ripetere un campionato tranquillo senza rischiare la retrocessione, la dirigenza rafforzò l'organico con l'acquisto di giocatori di alto tasso tecnico come gli attaccanti Bruno Palma e Giovanni Cristina e il centrocampista Alessandro Sardi, a fronte delle cessioni dei centrocampisti Luigi Bonizzoni e Bruno Cempi, del difensore Mario Caprioli e degli attaccanti Michele Colombo e Riccardo Zanoni.
Nel girone C della stagione 1939-1940 di Serie C il Legnano, con 31 punti, ottenne nuovamente il 6º posto in classifica grazie a un buon campionato, soprattutto in casa. In graduatoria, i Lilla si classificarono a 9 punti dalla capolista Varese e a 13 lunghezze dalla Gerli Cusano, terzultima in classifica e prima delle retrocesse. Degna di nota fu la vittoria casalinga con la Pro Patria per 4 a 0. In Coppa Italia il Legnano venne eliminato al secondo turno dal Monza dopo aver passato le qualificazioni battendo la Pro Patria per 3 a 2 e superato il primo turno sconfiggendo l'Omegna.

## Divise
| Casa |

## Organigramma societario
Area direttiva
- Presidente: cav. ing. Giulio Riva

Area tecnica
- Allenatore: Enrico Crotti

## Rosa
| N. |                   | Ruolo | Calciatore         |
| -- | ----------------- | ----- | ------------------ |
|    | Italia (bandiera) | D     | Giuseppe Carnevali |
|    | Italia (bandiera) | A     | Natale Cereda      |
|    | Italia (bandiera) | C     | Virgilio Chiari    |
|    | Italia (bandiera) | P     | Teresio Chiodi     |
|    | Italia (bandiera) | D     | Mario Colombo      |
|    | Italia (bandiera) | D     | Vittorio Colombo   |
|    | Italia (bandiera) | C     | Anacleto Comerio   |
|    | Italia (bandiera) | A     | Giovanni Cristina  |
|    | Italia (bandiera) | A     | Renato Ferretti    |
|    | Italia (bandiera) | C     | Antonio Fossati    |

| N. |                   | Ruolo | Calciatore         |
| -- | ----------------- | ----- | ------------------ |
|    | Italia (bandiera) | A     | Remo Leva          |
|    | Italia (bandiera) | C     | Pierino Luraghi    |
|    | Italia (bandiera) | C     | Angelo Magistrelli |
|    | Italia (bandiera) | D     | Enrico Milani      |
|    | Italia (bandiera) | D     | Guido Morelli      |
|    | Italia (bandiera) | A     | Bruno Palma        |
|    | Italia (bandiera) | A     | Angelo Prandoni    |
|    | Italia (bandiera) | A     | Carlo Re Dionigi   |
|    | Italia (bandiera) | C     | Alessandro Sardi   |
|    | Italia (bandiera) | P     | Ugo Zambelli       |

## Risultati

### Serie C

#### Girone d'andata
| Arbitro: | Calvari (Milano) |

|                                                     |           |             |
| Ranaboldo 6’ Donna 53’ Torricelli I 73’ Toscano 86’ | Marcatori | 33’ Luraghi |

| Arbitro: | Monti (Gallarate) |

|                                       |           |  |
| Prandoni II 19’ Sardi 35’ Fossati 80’ | Marcatori |  |

| Arbitro: | Zilli (Reggio Emilia) |

|  |           |              |
|  | Marcatori | 8’, 52’ Leva |

| 15 ottobre 1939 4ª giornata |  | – Riposo |  |  |

| Gallarate 22 ottobre 1939 5ª giornata | Gallaratese        | 0 – 0 | Legnano | Campo Mario Brumana\| Arbitro: \| Canavesio (Torino) \| |
| Arbitro:                              | Canavesio (Torino) |       |         |                                                         |

| Legnano 29 ottobre 1939 6ª giornata | Legnano                 | 0 – 0 | Como | Stadio Comunale\| Arbitro: \| Milanone Ridor (Biella) \| |
| Arbitro:                            | Milanone Ridor (Biella) |       |      |                                                          |

| Arbitro: | Zeni (Melegnano) |

|                                |           |  |
| Obuel 52’, 60’, 65’ Moalli 62’ | Marcatori |  |

| Arbitro: | Zavattaro (Casale Monf.) |

|                                   |           |  |
| 33’, 66’, 85’ (rig.) Cristina 74’ | Marcatori |  |

| Arbitro: | Garzena (Voghera) |

|                             |           |           |
| Bonfanti 21’, 83’ Bario 81’ | Marcatori | 20’ Sardi |

| Arbitro: | Tibaldi (Albissola) |

|                                 |           |                |
| Palma 3’ Magistrelli 30’ (rig.) | Marcatori | 60’ Giubellini |

| Arbitro: | Codeluppi (Lodi) |

|                |           |                                                 |
| Zanni 35’, 83’ | Marcatori | 22’ (aut.) Bricchi 39’ Cristina 87’ Prandoni II |

| Legnano 31 dicembre 1939 12ª giornata | Legnano         | 0 – 0 | Varese | Stadio Comunale\| Arbitro: \| Scotto (Savona) \| |
| Arbitro:                              | Scotto (Savona) |       |        |                                                  |

| Arbitro: | Garotta (Milano) |

|                            |           |            |
| Camerin 7’, 63’ Viganò 40’ | Marcatori | 81’ Cereda |

| Arbitro: | Rossi (Cremona) |

|                           |           |  |
| Prandoni II 15’ Palma 41’ | Marcatori |  |

| Biella 21 gennaio 1940 15ª giornata | Biellese         | 0 – 0 | Legnano | Campo Polisportivo Lamarmora\| Arbitro: \| Dagnino (Genova) \| |
| Arbitro:                            | Dagnino (Genova) |       |         |                                                                |

#### Girone di ritorno
| Arbitro: | Nerozzi (Verona) |

|                                       |           |                                  |
| Ma. Colombo 36’ Palma 43’, 73’ (rig.) | Marcatori | 46’ (rig.) Ranaboldo 58’ Toscano |

| Arbitro: | Viarengo (Asti) |

|                                 |           |                              |
| Fosti 4’ Sala 64’ Biolchini 87’ | Marcatori | 42’ Comerio 72’ (rig.) Palma |

| Arbitro: | Ferrari (Vicenza) |

|                             |           |            |
| Palma 57’ (rig.) Cereda 69’ | Marcatori | 32’ Grassi |

| 18 febbraio 1940 19ª giornata |  | – Riposo |  |  |

| Arbitro: | Neri (Vicenza) |

|                             |           |               |
| Magistrelli 49’ Fossati 60’ | Marcatori | 16’ Angiolini |

| Arbitro: | Bogetti (Torino) |

|              |           |  |
| Capiaghi 11’ | Marcatori |  |

| Arbitro: | Codeluppi (Lodi) |

|                            |           |                   |
| Cereda 12’ Ma. Colombo 22’ | Marcatori | 87’ (rig.) Stuppi |

| Arbitro: | Bogetti (Torino) |

|                |           |  |
| Maino 59’, 76’ | Marcatori |  |

| Arbitro: | Zavattaro (Casale Monf.) |

|                                        |           |  |
| Gambardelli 23’ (aut.) Magistrelli 56’ | Marcatori |  |

| Arbitro: | Nerozzi (Verona) |

|             |           |  |
| Fabbris 70’ | Marcatori |  |

| Arbitro: | Nerozzi (Verona) |

|                              |           |  |
| Ma. Colombo 48’ Cristina 65’ | Marcatori |  |

| Arbitro: | Bellè (Venezia) |

|                |           |  |
| Magni 10’, 65’ | Marcatori |  |

| Legnano 12 maggio 1940 28ª giornata | Legnano            | 0 – 0 | Cantù | Stadio Comunale\| Arbitro: \| Canavesio (Torino) \| |
| Arbitro:                            | Canavesio (Torino) |       |       |                                                     |

| Arbitro: | De Vecchi (Milano) |

|                                    |           |                  |
| Canepa 20’ Pulici 47’ Consonni 71’ | Marcatori | 89’ (rig.) Palma |

| Arbitro: | Carli (Padova) |

|                              |           |            |
| Prandoni II 42’ Ferretti 59’ | Marcatori | 70’ Degara |

### Coppa Italia

#### Qualificazioni
| Arbitro: | Monti (Gallarate) |

|                 |           |                                 |
| Fasoli 25’, 63’ | Marcatori | 4’ Ferretti 6’ Leva 75’ Fossati |

#### Primo turno eliminatorio
| Arbitro: | Leoni (Milano) |

|                                             |           |               |
| Luraghi 33’ Sardi 37’ Leva 83’ Prandoni 84’ | Marcatori | 20’ Ghirlanda |

#### Secondo turno eliminatorio
| Arbitro: | Carpani (Milano) |

|                                  |           |                                   |
| Ferretti 51’ (rig.) Prandoni 75’ | Marcatori | 44’, 58’ (rig.) Gelosa 89’ Farina |

## Statistiche

### Statistiche di squadra
| Competizione | Punti | Totale | Totale | Totale | Totale | Totale | Totale | DR |
| Competizione | Punti | G      | V      | N      | P      | Gf     | Gs     | DR |
| ------------ | ----- | ------ | ------ | ------ | ------ | ------ | ------ | -- |
| Serie C      | 31    | 28     | 13     | 5      | 10     | 37     | 35     | +2 |
| Coppa Italia | -     | 3      | 2      | 0      | 1      | 9      | 6      | +3 |
| Totale       | -     | .      | .      | .      | .      | .      | .      | +5 |

### Statistiche dei giocatori
| Giocatore        | Serie C  | Serie C | Coppa Italia | Coppa Italia | Totale   | Totale |
| Giocatore        | Presenze | Reti    | Presenze     | Reti         | Presenze | Reti   |
| ---------------- | -------- | ------- | ------------ | ------------ | -------- | ------ |
| G. Carnevali     | 5        | 0       | 1            | 0            | 6        | 0      |
| N. Cereda        | 5        | 3       | 0            | 0            | 5        | 3      |
| V. Chiari        | 4        | 0       | 1            | 0            | 5        | 0      |
| T. Chiodi        | 3        | 0       | 3            | 0            | 6        | 0      |
| Ma. Colombo      | 27       | 3       | 0            | 0            | 27       | 3      |
| V. Colombo       | 28       | 0       | 3            | 0            | 31       | 0      |
| A. Comerio       | 3        | 1       | 0            | 0            | 3        | 1      |
| G. Cristina      | 15       | 3       | 0            | 0            | 15       | 3      |
| R. Ferretti      | 19       | 1       | 3            | 2            | 22       | 3      |
| A. Fossati       | 21       | 2       | 3            | 1            | 24       | 3      |
| R. Leva          | 8        | 2       | 3            | 2            | 11       | 4      |
| P. Luraghi       | 22       | 1       | 3            | 1            | 25       | 2      |
| A. Magistrelli   | 22       | 6       | 2            | 0            | 24       | 6      |
| E. Milani        | 16       | 0       | 0            | 0            | 16       | 0      |
| G. Morelli       | 13       | 0       | 1            | 0            | 14       | 0      |
| B. Palma         | 28       | 7       | 2            | 0            | 30       | 7      |
| A. Prandoni (II) | 25       | 4       | 3            | 2            | 28       | 6      |
| C. Re Dionigi    | 2        | 0       | 0            | 0            | 2        | 0      |
| A. Sardi         | 12       | 2       | 3            | 1            | 15       | 3      |
| U. Zambelli      | 25       | 0       | 0            | 0            | 25       | 0      |